# 藤原兼通
藤原兼通（925年—977年12月20日），是日本平安时代中期的公卿，九条右大臣藤原师辅次子，母藤原盛子。

## 人物生平

### 村上天皇时代
藤原兼通于朱雀天皇在位的天慶6年（943年）叙爵从五位下。同九年（946年）任周防权守。村上天皇即位后，为天皇后妃的妹藤原安子所生的皇子宪平亲王被立为东宫。因此，父藤原师辅以外戚之尊，主导村上天皇一朝的朝政，所以作为师辅的子嗣，兼通在朝政中处于有利地位。天历末年，兼通迁左近卫少将，又以太子舅父的身份任春宫（春宫宪平亲王）亮。応和4年（964年），安子中宫崩逝，兼通和兄长藤原伊尹作为中宫的兄长，一直到安子临终一直侍奉在旁。康保4年（967年）任藏人头。因为忤逆旨意，春宫大夫一职被停，由弟藤原兼家代任。同年，村上天皇驾崩，皇太子冷泉天皇即位。

### 冷泉、圆融天皇时代
冷泉天皇即位后，兼通被停藏人头一职，仍由其弟藤原兼家代任。安和二年（969年），冷泉天皇退位，同母弟圆融天皇即位。兼通得任参议，不久叙从三位。天禄三年，兼通任权中纳言。而其弟藤原兼家已升权大纳言，兼右近卫大将。关于兼通和兼家的官职差异，有说法是因为兼通第六子藤原正光娶了源高明之女为妻，所以在由其兄伊尹、叔父藤原师尹主导的藤原氏排除源氏势力的“安和之变”中兼通是兄弟中唯一的源高明派而受到家族冷遇。兼通因此非常失望，于是经常不上朝。天皇亦薄待他。

天禄3年（972年），担任摄政的兼通长兄伊尹病危，于10月21日向天皇提出致仕。得知这个消息的兼通与兼家立刻前往天皇御前，希望由自己继承摄政之位。两天后天皇同意伊尹致仕，兼通立刻参内，当时居住在宫内“鬼之间”的天皇素与兼通疏远，听说兼通来了，立刻迁到别的宫殿。兼通将天皇之亡母安子中宫生前所写的手谕奏上，诏书写道：“将来若摄关之职有缺，当以兄弟顺序相继。”这手谕信兼通一直收藏在身上，从未离身。天皇看到母后的亲笔，怆然哀戚，终于因为难以违逆母亲遗命，先给予兼通内览的权力。

伊尹死后，兼通一跃由参议中纳言直接升至内大臣。天延二年（974年），为氏长者，拜太政大臣，叙从二位，允许乘辇入内，为关白。天皇赐内舍人二人，左右近卫府各四人为随身。同三年，叙从一位，允许乘牛车入内。长女藤原媓子入圆融天皇后宫，立为中宫。此时，兼家长女藤原超子既已为冷泉上皇的女御，兼家还想以次女藤原诠子入圆融天皇后宫，所以兄弟二人之间嫌隙日深。兼家的宅邸东三条与堀河府邸相邻，每当有宾客到兼家府上，兼通必在背后辱骂他，于是宾客畏惧，只能夜间才去拜访兼家。后超子生了冷泉天皇的第二皇子居贞亲王，兼通越来越不开心，因而对天皇说兼家欲封冷泉上皇的皇子为帝，不利于圆融天皇，所以应该将他排除出朝廷。因为兼通特别厌恶兼家，所以在兼通任关白后，兼家的仕途停滞不前。贞元二年（976年），大内失火，天皇迁御兼通的堀河府邸。其屋宇壮丽，令人误以为这就是皇宫，当时的人都称堀河府邸为“如今的皇宫”。

### 余生
贞元二年春，兼通患病，上表请辞，而天皇不许。未免兼家在他死后任摄关，兼家让当时的左大臣源兼明辞左大臣一职，重新封为亲王，改由向来和他交好的藤原赖忠为左大臣。到了冬天，兼通的病更重了。

兼家听说后，以为兼通已经死了，立刻入朝上奏请以自己代兄长兼通为摄政。兼家走得急忙，让仪仗开道，已快到兼通的府邸。有人报告兼通说兼家来了，兼通以为兼家是来探病的，于是坐好了等他。然而兼家过门而不入，直接参见天皇去了。兼通大怒，勃然而起，由四个人搀扶也来到御前。当时兼家刚要在天皇面前奏请，而兼通来到，兼家惊愕，回避他处。兼通向天皇奏请：“臣今日请行最后的职位交代，左大臣赖忠当为下任关白。”又弹劾兼家，要削了他的官职，左迁治部卿。天皇不能违逆兼通的意思，全部接受了。

兼通环视公卿大呼道：“谁想当近卫大将的，就自己报上名来。”在座之人对视，皆不敢言。中纳言藤原济时请为近卫大将，兼通当即允许。兼通随后辞关白，天皇特别优待他，赐任人赐爵，封准三宫。并大赦天下，赐他老人禄，以救他的疾病。然而不救，薨，享年五十三。遗言辞退天皇所赐的丧仪和赠位。天皇为之废朝三日。后仍赠正一位，追封远江公，谥号忠义。

## 官历
- 943年（天慶6）
  - 1月7日、従五位下
- 946年（天慶9）
  - 2月20日、周防権守。
  - 7月24日、昇殿
  - 9月16日、侍従。
- 948年（天暦2）
  - 5月29日、左兵衛佐。
- 950年（天暦4）
  - 1月7日、従五位，左兵衛佐如元。
- 952年（天暦6）
  - 1月16日、大和権介。
- 955年（天暦9）
  - 2月23日、紀伊権介、辞大和権介。
  - 7月29日、左近衛少将。紀伊権介如元。
- 956年（天暦10）
  - 1月27日、近江権介、辞紀伊権介。
- 957年（天暦11）
  - 11月27日、正五位下、左近衛少将如元。
- 958年（天徳2）
  - 7月29日、禁色敕许。
  - 10月27日、中宮（藤原師輔之女、藤原安子。村上天皇中宮）亮。
- 960年（天徳4）
  - 1月7日、従四位下。
  - 1月24日、中宮権大夫。
  - 9月4日、春宮（后之冷泉天皇，名憲平）亮。
- 963年（応和3）
  - 9月4日、美濃権守。
- 964年（応和4）
  - 4月29日、停中宮権大夫。
- 967年（康保4）
  - 1月20日、内蔵頭。
  - 1月25日、蔵人頭兼带。
  - 5月25日、停蔵人頭、停昇殿。
  - 6月26日、昇殿
  - 9月1日、東宮昇殿。
  - 10月11日、従四位上。
- 968年（安和元）
  - 11月23日、正四位下。
- 969年（安和2）
  - 1月23日、参議補任。
  - 閏5月21日、宮内卿兼任。
  - 9月27日、従三位、参議・宮内卿如元。
- 970年（安和3）
  - 1月25日、讃岐権守兼任。
  - 1月28日、美濃権守兼任し、辞讃岐権守。
- 972年（天禄3）
  - 閏2月29日、権中納言。
  - 11月27日、関白宣下。内大臣兼任。
- 973年（天禄4）
  - 1月7日、正三位、関白・内大臣如元。
- 974年（天延2）
  - 1月7日、従二位、関白・内大臣如元。
  - 2月8日、藤原氏長者宣下。
  - 2月28日、太政大臣宣下。関白如元。
- 975年（天延3）
  - 1月7日、従一位、関白・太政大臣如元。
- 977年（貞元2）
  - 10月11日、辞関白、太政大臣。
  - 11月4日、准三宮宣下。
  - 11月8日、薨去。享年53。
  - 11月20日、贈正一位。封遠江国。

## 亲属
- 父：藤原師輔
- 母：藤原盛子 - 藤原经邦之女
- 妻：昭子女王 - 元平親王之女
  - 長男：藤原顕光（944-1021）
- 妻：大江維時之女
  - 次男：藤原時光（948-1015）
- 妻：能子女王 - 有明親王之女
  - 長女：藤原媓子（947-979） - 円融天皇中宮
  - 四男：藤原朝光（951-995）
- 妻：典侍 平寛子 - 平時望之女
  - 男子：藤原遠光
- 妻：藤原有年之女
  - 六男：藤原正光（967-1014）
  - 女子：藤原婉子（嫁子、娟子） - 尚侍、藤原誠信室，后改嫁源乗方
- 生母不明
  - 男子：藤原親光
  - 男子：藤原用光